# Lütfiye Selva Çam
Lütfiye Selva Çam (née le 5 septembre 1970 à Urfa en Turquie) est une ingénieure et politicienne turque. Elle est députée de la deuxième circonscription de la province d'Ankara au parlement turque pour le Parti de la justice et du développement depuis 2015,,,,.

## Biographie
Elle étudie à la Université technique du Moyen-Orient, plus spécialement à la faculté d’Ingénierie au département de Génie Chimique.
Lors des élections législatives de juin et de novembre 2015, elle est élue députée de la deuxième circonscription d'Ankara et entre au parlement turque.
Elle est mère de trois enfants, parle couramment l'anglais, le français et l'arabe,.